# Peter Schütt (Politiker, 1927)
Peter Schütt (* 14. Juni 1927 in Dülken, heute Viersen; † 13. Dezember 2021 ebenda) war ein deutscher Politiker der CDU.

## Ausbildung und Beruf
Peter Schütt besuchte das Gymnasium. Im Anschluss absolvierte er ein volkswirtschaftliches bzw. wirtschaftspädagogisches Studium in Mainz und Köln. 1954 legte er das Examen als Diplom-Handelslehrer ab. Ab 1956 war er an den Berufs- und Berufsfachschulen des Kreises Kempen-Krefeld tätig.

## Politik
Peter Schütt wurde 1960 Mitglied der CDU. 1961 wurde er Mitglied des Kreistages.
Peter Schütt war vom 26. Juli 1970 bis zum 27. Mai 1975 direkt gewähltes Mitglied des 7. Landtages von Nordrhein-Westfalen für den Wahlkreis 035 Kempen I.